# Wolf Vielstich
Wolf Vielstich (* 18. Juni 1923 in München; † 27. August 2021) war ein deutscher Elektrochemiker, der von 1965 bis 1988 als Professor an der Universität Bonn lehrte; ab 1972 war er dort Institutsdirektor. Zu den Themen seiner Forschungsarbeiten zählen Batterien und Brennstoffzellen sowie elektrochemische Grundlagen und Untersuchungsmethoden. Er war auch Autor eines Lehrbuches über Elektrochemie.

## Leben
Vielstich studierte Physik in Göttingen und erhielt sein Diplom in der Gruppe von Karl-Friedrich Bonhoeffer. Er promovierte in Göttingen bei Heinz Gerischer; dabei entwarf und baute er einen schnellen Potentiostaten. Ab 1958 arbeitete er in Bonn. Wernher von Braun bot ihm 1960 eine leitende Position in der Entwicklung von Brennstoffzellen für das Apollo-Programm an, die er aber zugunsten seiner Habilitation und einer akademischen Karriere nicht annahm. Die Habilitation erfolgte 1962 zum Thema Brennstoffzellen. Zu dieser Zeit arbeitete er auch für die Ruhrchemie AG, z. B. zusammen mit Eduard Justi am Thema Wasserelektrolyse, aber auch an Brennstoffzellen und an der Fischer-Tropsch-Synthese. Er hatte ab 1965 eine Professorenstelle an der Universität Bonn, ab 1972 als Institutsleiter.
Zu Wolf Vielstichs Doktoranden zählten Joachim Heitbaum, Rudolf Holze und Wolfgang Schmickler. Petr Novák war 1988–1989 Humboldt-Stipendiat bei Vielstich.
Nach seiner Emeritierung in Bonn 1988 arbeitete er an der Universität der Bundeswehr München und am Instituto de Quimica de Sao Carlos der Universidade de São Paulo. Von 1986 bis 1993 war Vielstich Koordinator des ersten europäischen Forschungsprojekts zur Direktmethanolbrennstoffzelle.

## Werke (Auswahl)
- Brennstoffelemente: moderne Verfahren zur elektrochemischen Energiegewinnung, 1965[13]

- mit Carl H. Hamann: Elektrochemie. 1. und 2. Auflage in zwei Bänden: Elektrochemie I: Leitfähigkeit, Potentiale, Phasengrenzen und Elektrochemie II. Elektrodenprozesse, Angewandte Elektrochemie.[14] 2. Auflage 1988[15] 3. Auflage 1998[16], 4. Auflage 2005[17], zweite englische Ausgabe (mit Andrew Hamnett), 2007[18]
- mit Joachim Heitbaum: Moderne Methoden zum Studium von Elektrodenvorgängen, 1974[2][19]
- mit Arnold Lamm, Hubert Gasteiger und Harumi Yokokawa: Handbook of fuel cells, 2003[20]

Vielstich hat 10 Patente erhalten und ist Autor von über 250 Veröffentlichungen. Zum Stand August 2019 sind 159 Publikationen in der Datenbank Scopus erfasst, wobei sich ein Scopus-h-Index von 40 ergibt.

## Auszeichnungen
1998 erhielt Vielstich die Faraday-Medaille der Royal Society of Chemistry (RSC).